# Tarvastu (plaats)
Tarvastu (Duits: Tarwast) is een plaats in de Estlandse provincie Viljandimaa, behorend tot de gemeente Viljandi vald. De plaats heeft de status van dorp (Estisch: küla).
Tot in 2017 lag Tarvastu in de gemeente Tarvastu, waarvan het overigens niet de hoofdplaats was. Dat was Mustla. In het najaar van 2017 werd deze gemeente bij de gemeente Viljandi vald gevoegd.

## Bevolking
De ontwikkeling van het aantal inwoners blijkt uit het volgende staatje:
| Jaar            | 2000 | 2011 | 2021 |
| --------------- | ---- | ---- | ---- |
| Aantal inwoners | 93   | 95   | 79   |

## Ligging
Tarvastu ligt aan de westoever van het meer Võrtsjärv. De rivier Tarvastu vormt de grens met het noordelijke buurdorp Porsa en voor een deel ook met het buurdorp Sooviku. Langs de westgrens van Tarvastu loopt de Tugimaantee 52, de secundaire weg van Viljandi naar Rõngu.

## Geschiedenis
In de 14e eeuw werden in de omgeving van het huidige Tarvastu een kerk en een burcht gebouwd. Het kerspel rond de kerk kreeg de naam Tarwast, de burcht heette Tarwast-Schloß. De Estische naam is Tarvastu. De kerk liep tijdens haar bestaan een paar maal zware schade op; de huidige kerk dateert uit 1893. De burcht, die vermoedelijk werd gebouwd op de resten van een burcht van de Esten, maakte deel uit van de verdedigingswerken van de Lijflandse Orde. De burcht werd in de 15e eeuw uitgebreid en versterkt. In 1560 werd hij door Russische en in 1561 door Poolse troepen veroverd. Op het eind van de 16e eeuw vloog de burcht door een ongelukje met buskruit in de lucht. Sindsdien is hij een ruïne. De burcht ligt aan de rivier Tarvastu. Ten oosten van de burcht liggen de restanten van een watermolen.
Een landgoed Tarwast werd ook gesticht in de 14e eeuw. Vanaf het eind van de 17e eeuw tot in 1797 was het een kroondomein. Tussen 1797 en 1820 was het opgedeeld in Groß- en Klein-Tarwast. In 1820 kwamen beide landgoederen weer in één hand onder de familie von Mensenkampff. De laatste eigenaar voor de onteigening door het onafhankelijk geworden Estland was Karl von Mensenkampff.
Op het terrein van het landgoed lag ook een dorp Tarwast. Het verdween op het eind van de 17e eeuw. Na de onteigening van het landgoed ontstond weer een nederzetting die de naam Mõisaküla (‘dorp op het landgoed’) kreeg. In 1977 werd de naam veranderd in Tarvastu en werd het buurdorp Sägä bij Tarvastu gevoegd. In de jaren twintig van de 20e eeuw werd Sooviku een zelfstandig dorp. Vanaf dat moment lagen de kerk en de burchtruïne in Sooviku. De kerk ging bij een herindeling van de dorpen in 1997 naar het dorp Porsa.
De plaats waar het landhuis van het landgoed stond, ligt tegenover de burchtruïne aan de andere kant van de rivier Tarvastu. Een hangbrug tussen de burchtruïne en het terrein van het landhuis is in 1931 verplaatst naar de burchtruïne van Viljandi. Het is niet bekend wanneer het landhuis verloren is gegaan, maar het moet na 1939 zijn gebeurd. Drie bijgebouwen van het landhuis zijn bewaard gebleven: de droogschuur, de melkfabriek en de wodkastokerij.

## Foto's

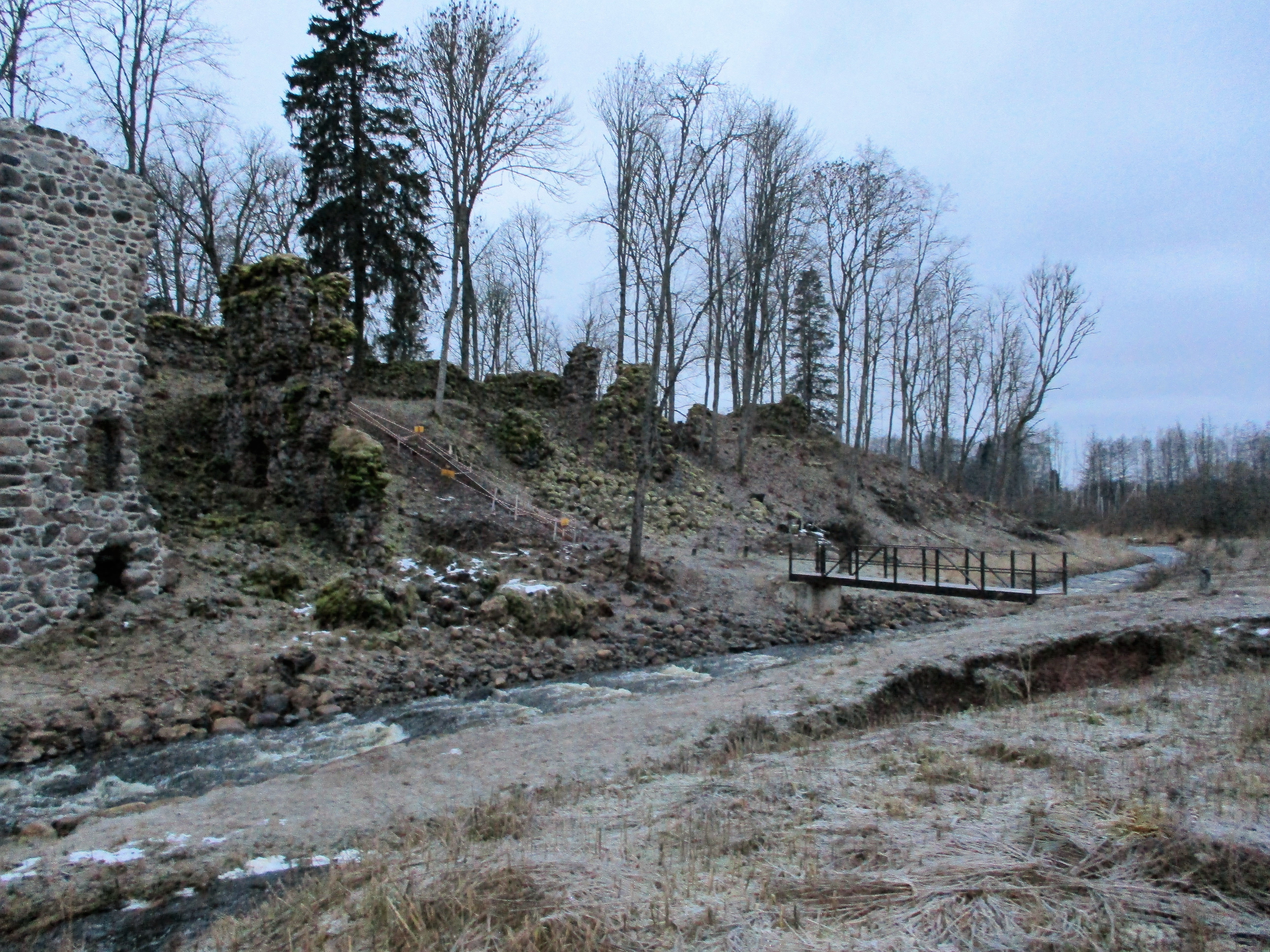
De rivier Tarvastu op de grens van Tarvastu en Sooviku
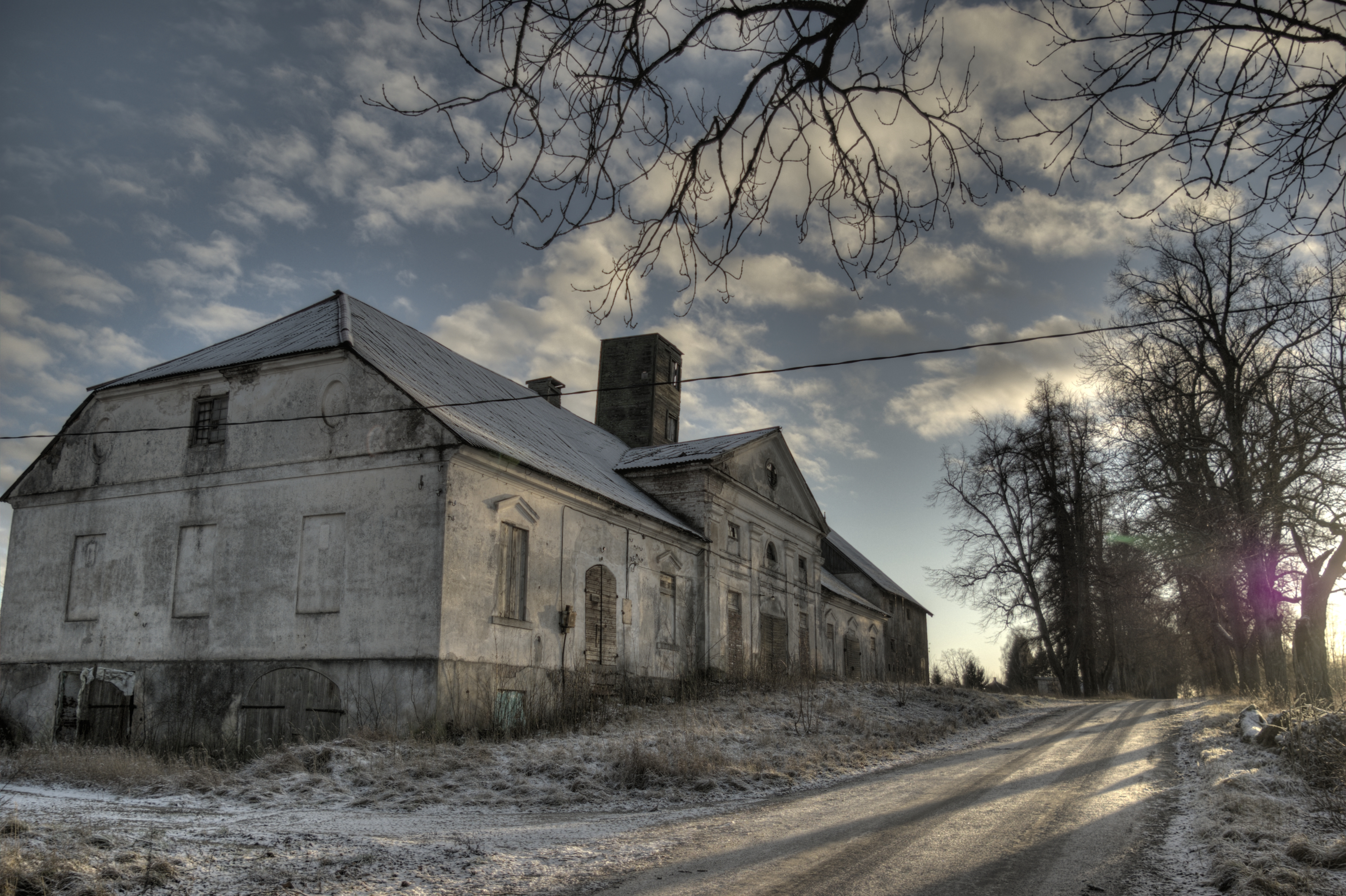
De droogschuur van het landgoed
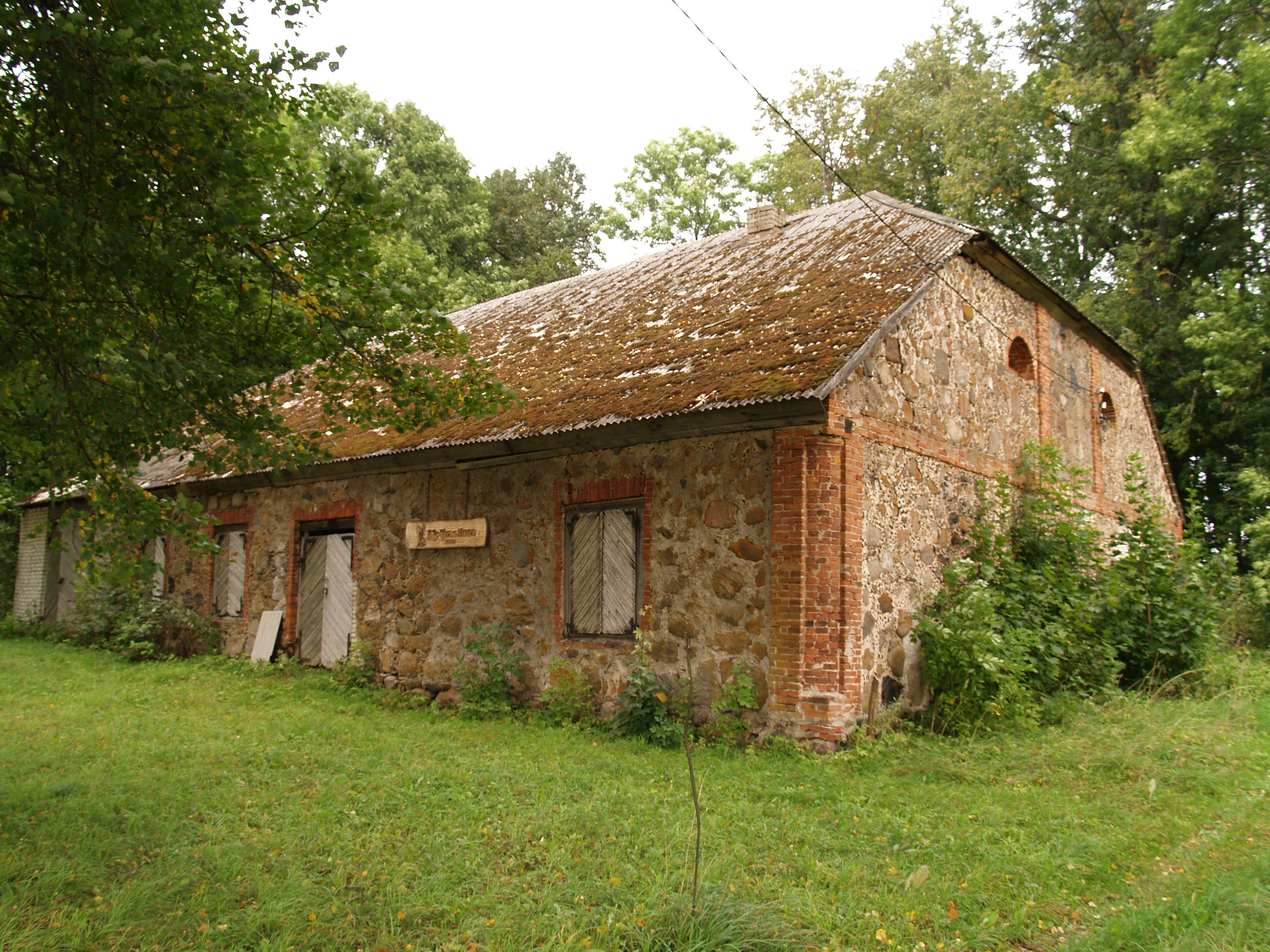
Melkfabriek
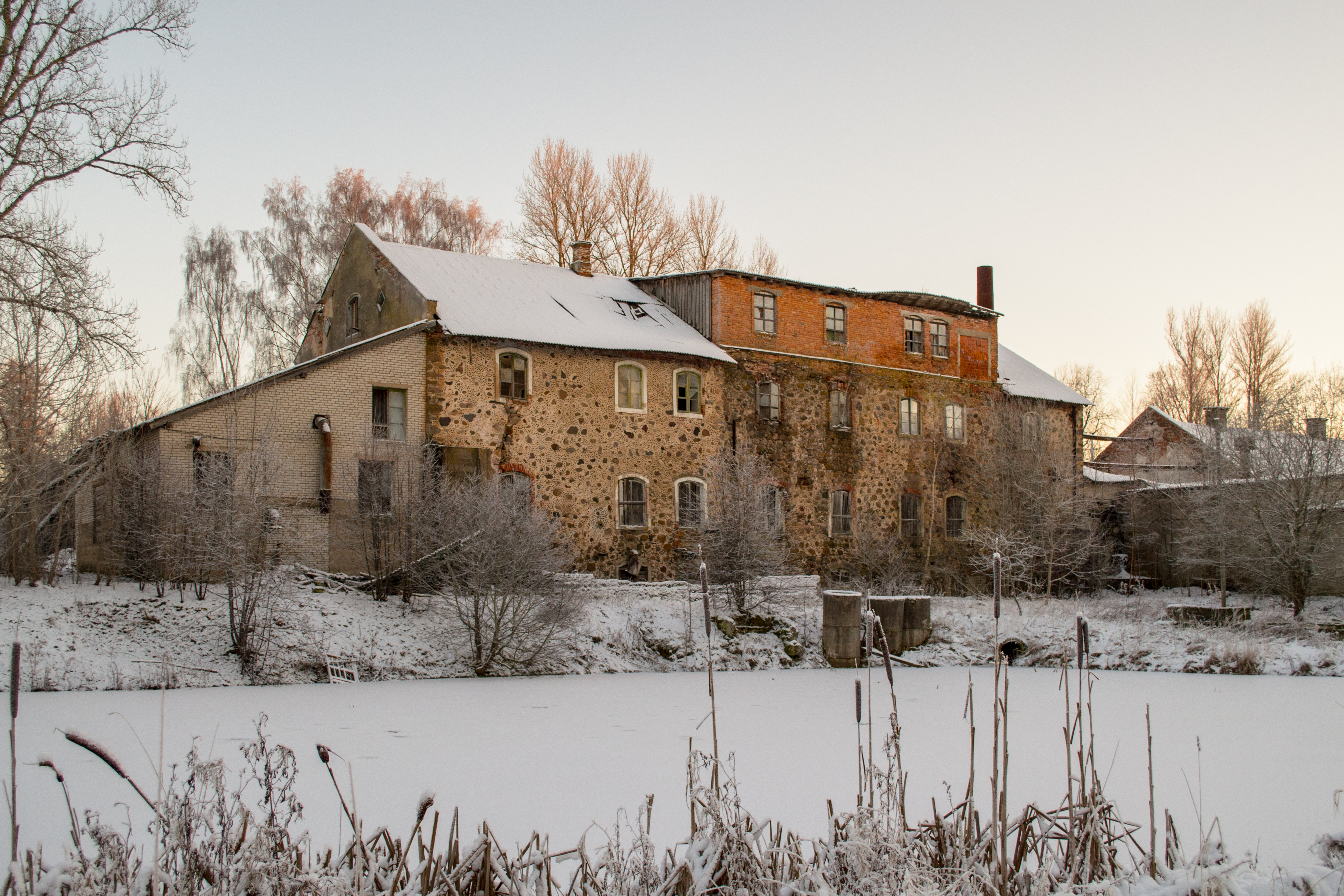
Wodkastokerij